# 福井大学教育学部附属特別支援学校
福井大学教育学部附属特別支援学校（ふくいだいがくきょういくがくぶふぞくとくべつしえんがっこう）は、福井県福井市八ツ島にある福井大学教育学部附属の特別支援学校。

## 設置課程
- 小学部
- 中学部
- 高等部

## 沿革
- 1961年（昭和39年）4月 - 福井大学学芸学部附属小学校に特殊学級が設置される。
- 1965年（昭和41年）4月 - 福井大学教育学部附属中学校に特殊学級が設置される。
- 1971年（昭和46年）4月 - 附属小学校特殊学級と附属中学校特殊学級を統合の上「福井大学教育学部附属養護学校」が設置される。小学部と中学部を設置。
- 1973年（昭和48年）1月 - 現在地に新校舎竣工移転。
- 1993年（平成5年）6月 - 日常生活訓練施設竣工。
- 1999年（平成11年）4月 - 「福井大学教育地域科学部附属養護学校」に改称。
- 2004年（平成16年）4月 - 国立大学法人化。
- 2007年（平成19年）4月 - 学校教育法改正によって、特別支援教育導入を受け「福井大学教育地域科学部附属特別支援学校」に改称。
- 2014年（平成26年）9月 - 校舎改修工事完了。地域交流棟竣工。
- 2016年（平成28年）4月 - 学部名改称により現在の「福井大学教育学部附属特別支援学校」に改称。
- 2021年（令和3年）3月 - 日常生活訓練施設トイレ改修工事完了。

## 服装
日本の国立学校、そして福井県の学校では珍しく、小中高の別なく制服や体操服などの規定品は一切用意されていない。したがって完全な私服校となっている。

## アクセス
- 京福バス 16系統（川西・三国線）「福大附属特別支援学校」下車。 - 朝の福井駅行き、夕方の福井駅発各1本のみ。
- えちぜん鉄道三国芦原線 八ツ島駅より約900 m
- E8 北陸自動車道 福井北ICより、国道416号経由 約9 km。
- E67 中部縦貫自動車道 松岡ICより、国道416号経由 約10 km。